# Megachile cordovensis
Megachile cordovensis är en biart som beskrevs av Mitchell 1930. Megachile cordovensis ingår i släktet tapetserarbin, och familjen buksamlarbin. Inga underarter finns listade i Catalogue of Life.